# 1978–1979-es nyugatnémet labdarúgó-bajnokság (első osztály)
Az 1978–1979-es német labdarúgó-bajnokság első osztályának – avagy hivatalos nevén: Fußball-Bundesliga – küzdelmei 16. alkalommal kerültek kiírásra. A szezon 1978. augusztus 11-én kezdődött.  Az utolsó mérkőzéseket 1979. június 9-én rendezték. A címvédő az 1. FC Köln volt és a bajnok a Hamburger SV lett.

## Tabella
| #   | Csapat                   | M  | GY | D  | V  | G+ – G– | GK  | P  | Megjegyzések           |
| --- | ------------------------ | -- | -- | -- | -- | ------- | --- | -- | ---------------------- |
| 1.  | Hamburger SV (B)         | 34 | 21 | 7  | 6  | 78–32   | +46 | 49 | 1979–1980-as BEK       |
| 2.  | VfB Stuttgart            | 34 | 20 | 8  | 6  | 73–34   | +39 | 48 | 1979–1980-as UEFA-kupa |
| 3.  | 1. FC Kaiserslautern     | 34 | 16 | 11 | 7  | 62–47   | +15 | 43 | 1979–1980-as UEFA-kupa |
| 4.  | Bayern München           | 34 | 16 | 8  | 10 | 69–46   | +23 | 40 | 1979–1980-as UEFA-kupa |
| 5.  | Eintracht Frankfurt      | 34 | 16 | 7  | 11 | 50–49   | +1  | 39 | 1979–1980-as UEFA-kupa |
| 6.  | 1. FC Köln               | 34 | 13 | 12 | 9  | 55–47   | +8  | 38 |                        |
| 7.  | Fortuna Düsseldorf (KGY) | 34 | 13 | 11 | 10 | 70–59   | +11 | 37 | 1979–1980-as KEK       |
| 8.  | VfL Bochum               | 34 | 10 | 13 | 11 | 47–46   | +1  | 33 |                        |
| 9.  | Eintracht Braunschweig   | 34 | 10 | 13 | 11 | 50–55   | −5  | 33 |                        |
| 10. | Borussia Mönchengladbach | 34 | 12 | 8  | 14 | 50–53   | −3  | 32 | 1979–1980-as UEFA-kupa |
| 11. | Werder Bremen            | 34 | 10 | 11 | 13 | 48–60   | −12 | 31 |                        |
| 12. | Borussia Dortmund        | 34 | 10 | 11 | 13 | 54–70   | −16 | 31 |                        |
| 13. | MSV Duisburg             | 34 | 12 | 6  | 16 | 43–56   | −13 | 30 |                        |
| 14. | Hertha BSC               | 34 | 9  | 11 | 14 | 40–50   | −10 | 29 |                        |
| 15. | Schalke 04               | 34 | 9  | 10 | 15 | 55–61   | −6  | 28 |                        |
| 16. | Arminia Bielefeld (K)    | 34 | 9  | 8  | 17 | 43–56   | −13 | 26 | a Bundesliga 2         |
| 17. | 1. FC Nürnberg (K)       | 34 | 8  | 8  | 18 | 36–67   | −31 | 24 | a Bundesliga 2         |
| 18. | SV Darmstadt 98 (K)      | 34 | 7  | 7  | 20 | 40–75   | −35 | 21 | a Bundesliga 2         |

Forrás: www.dfb.de 
A rangsorolás alapszabályai: 1. összpontszám, 2. egymás elleni eredmények összpontszáma, 3. gólkülönbség, 4. szerzett gólok száma.
1Borussia Mönchengladbach megnyerte az 1978–1979-es UEFA-kupát és automatikusan kvalifikálta magát a következő kiírásba.
(B): Bajnokcsapat, (K): Kieső csapat, (F): Feljutó csapat, (I): Kupainduló, (R): A rájátszás győztese, (KGY): Kupagyőztes

## Góllövőlista
| Helyezés | Játékos           | Klub                 | Gól |
| -------- | ----------------- | -------------------- | --- |
| 1.       | Klaus Allofs      | Fortuna Düsseldorf   | 22  |
| 2.       | Klaus Fischer     | FC Schalke 04        | 21  |
| 3.       | Rüdiger Abramczik | FC Schalke 04        | 18  |
| 4.       | Kevin Keegan      | Hamburger SV         | 17  |
| 4.       | Klaus Toppmöller  | 1. FC Kaiserslautern | 17  |

## Külső hivatkozások
- Az 1978–1979-es szezon a DFB.de-n (angolul) (németül)